# Viriditas

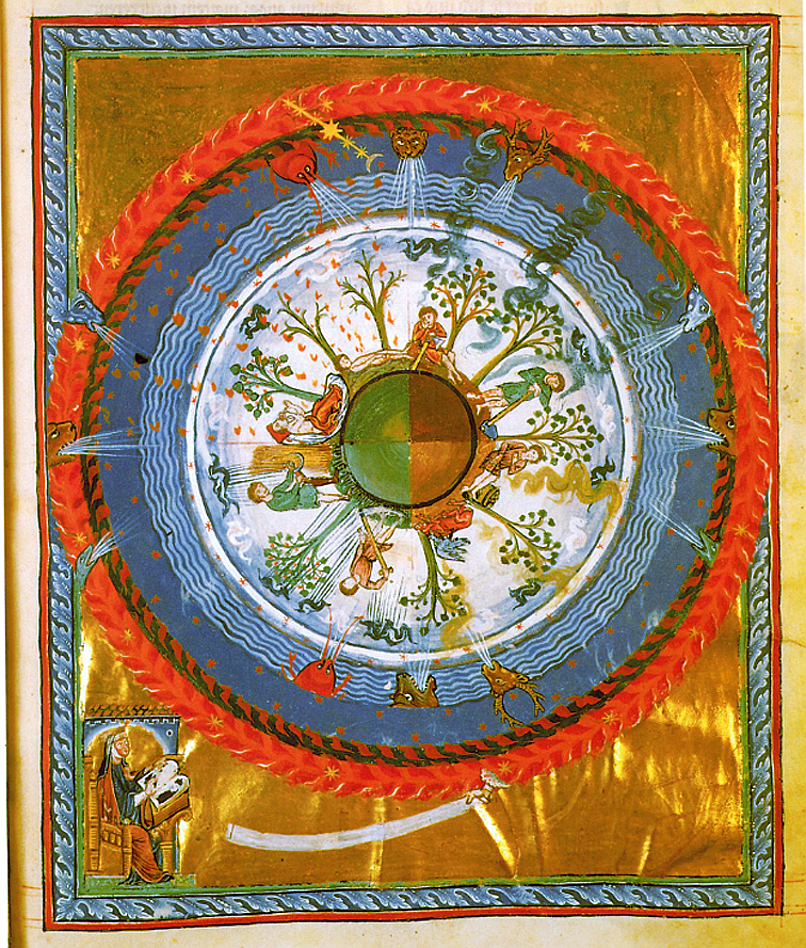
As estações no Liber Divinorum Operum (século XII)

Viriditas (em latim, literalmente "verdor", "verdura", "verdidão", qualidade do verde) é uma palavra que, em contexto teológico, serviu alegoricamente para indicar vitalidade, fertilidade, fecundidade, frescor, exuberância ou crescimento. Está particularmente associada à abadessa Hildegarda de Bingen, que a utilizou de forma polissêmica e em vários contextos que tornam difícil a tradução: referia-se desde a uma potência verdescente presente nos elementos e seres vivos, ampliando a medicina humoral, até à saúde espiritual, muitas vezes como um reflexo do Verbo ou como um aspecto da natureza divina. Foi utilizada anteriormente na Patrística, em uma exegese do verdor para indicar a força da vida e da natureza presente nas escrituras.

## Uso pelos primeiros escritores
Ambrósio emprega a palavra viriditas 33 vezes em seus escritos; Agostinho de Hipona, 16 vezes; e Gregório, o Grande, 72. Na Moralia in Job de Gregório, refere-se à saúde espiritual a que Jó aspira; bem como à regeneração feita pelo Espírito Santo, em alegoria moral que compara a restauração de uma pessoa à recuperação e crescimento de uma árvore. O único uso do termo em Cidade de Deus é feito por Agostinho para descrever a mutabilidade. Numa coleção de mais de cem cartas de amor do século XII, supostamente entre Heloísa e Abelardo, a mulher usa viriditas três vezes, mas o homem não. Contudo, Abelardo usou a palavra em pelo menos um sermão. Também aparece em uma outra obra contemporânea a Hildegarda, o Speculum Virginum, com um sentido comum de se utilizar a imagem natural para indicar o acesso divino na regeneração do mundo.

## Em Hildegarda de Bingen
Viriditas é uma das imagens norteadoras de Hildegarda de Bingen, utilizada constantemente em todas as suas obras. Foi sugerido que a exuberância das imagens possivelmente se deve à exuberância do ambiente em Disibodenberg. Seu uso extensivo do termo pode ser frustrante em sua diversidade de formas. Ela aparece mais de 300 vezes na obra de Hildegarda, sem contar outras palavras associadas a "verde".
Peter Loewen considera que os usos que Hildegarda faz de termos são raramente derivativos, e que, apesar de notável influência e adoção por ela do significado de viriditas encontrado nos patriarcas anteriores, ela emprega estratégias de exegese conforme seu modo autêntico e confere conotações com base em seu contato com a ciência natural. Dentre os vários sentidos, para ela viriditas atuava desde como uma força que realiza a unificação entre fé, razão, virtude e pregação; até, paradoxicalmente, como separando Lúcifer e Deus. Além de contexto positivo, também aparece para indicar o verde "brotamento da tristeza" em uma imagem de decomposição de um verme, e para afirmar que o diabo infunde as pessoas com tristeza, como um brotar de vegetações.
Em várias passagens, ela adapta mais diretamente o uso de Ambrósio, Agostinho e Gregório, em que associa viriditas ao cultivo espiritual, contrastando-a à aridez (ariditas). Os conceitos de "viriditas mentis" e "viriditas interioris" direcionados por Hildegarda a pregadores parecem se derivar também do entendimento de Gregório. Em recomendações e admoestações de suas cartas, a mais de um membro do claro ela aponta como os sacerdotes se encontravam em um estado murcho de viriditas.
Viriditas era-lhe estreitamente associada à virgindade, e aplicada em suas regras de vestimenta às freiras de seu convento, que a simbolizavam através de seus cabelos soltos, véus brancos e ornamentos de joias. Em outras passagens, Hildegarda aponta que ela é presente também em mulheres casadas como uma viriditas oculta, alegorizando-a no Liber Divinorum Operum pela descrição da viriditas do inverno, que é mantida em humildade e revelada apenas para o prazer conjugal.
Em Scivias, Hildegarda concentrou-se principalmente na viriditas como um atributo da natureza divina. No entendimento de Hildegard, viriditas é uma metáfora para a saúde espiritual e física, que é visível no Verbo divino. No Liber Divinorum Operorum, a figura feminina de Caritas, personificação do Amor divino, apresenta-se mobilizando de maneira invisível a viriditas existe em todas as coisas e elementos. Tanto no mundo natural, quanto no mundo espiritual, ela associa que viriditas exige também humidade (humor, humiditas). Refere-se, além do mais, à Virgem Maria como viridissima virga ("ramo verdíssimo") e também faz alusão à viriditas digiti dei ("verdura dos dedos de Deus") quando escreve sobre São Disibodo.
Hildegarda também a via literalmente como uma substância ou "suco" presente em plantas e seres humanos, como um novo humor que expandia o sistema hipocrático-galênico presente na medicina medieval. Em um estudo sobre Hildegarda pela historiadora da medicina Dra. Victoria Sweet, é apontado como Hildegard usou a palavra viriditas no sentido mais amplo do poder das plantas de produzir folhas e frutos, bem como no sentido de um poder intrínseco análogo dos seres humanos para crescer e curar; assim, o médico era visto como um jardineiro que ajuda a nutrir a viriditas e remover impedimentos.

## Outros usos
O autor de ficção científica Kim Stanley Robinson usou-o quase teologicamente para significar "a força verde da vida, expandindo-se no Universo":
"Veja o padrão que esta concha cria. O verticilo salpicado, curvando-se para dentro em direção ao infinito. Essa é a forma do próprio universo. Há uma pressão constante, empurrando em direção ao padrão. Uma tendência da matéria de evoluir para formas cada vez mais complexas. É uma espécie da gravidade de padrão, um poder sagrado de enverdecimento que chamamos de viriditas, e é a força motriz no cosmos. Vida, como vê." 